# 文偉鴻
文偉鴻（英語：Jazz Boon Wai Hung，1966年9月25日—），香港電視劇集監製及電影導演。他於1993年加入無綫電視至今，現為無綫電視戲劇部助理總監。

## 歷年職務
無綫電視時期（1993年至今）
- （1993年-1996年）電視劇助理編導
- （1996年-2012年）電視劇編導
- （2012年至2017年，2018年至今）晉升為電視劇集戲劇組製作部監製
- （2015年至今）晉升為電影導演戲劇組製作部經理
- （2017年至今）晉升為邵氏兄弟界別或影視圈顧問
- （2022年至2024年）晉升為高級經理（戲劇分部）
- （2024年至今）晉升為助理總監（戲劇分部）

## 背景

### 入行經過與個人發展

#### 生平及讀書時期
文偉鴻曾就讀港島區聖若瑟書院。

#### 香港無綫電視時期
1993年，文偉鴻加入無綫電視（TVB）擔任助理編導，1996年晉升為編導，2002年再晉升為高級編導。他於除了幕後工作以外亦曾於電視劇及電影中客串演出，十多年後之內一直任職於戲劇導演組，直到2011年受香港電視網絡（後申領牌照失敗）籌備開台引申的挖角潮影響，大批藝員及幕後人員遭挖角，文偉鴻因而獲高層曾勵珍臨危受命，在2012年起從高級編導正式晉升為監製，文偉鴻已於榮陞為無綫電視劇集監製，後首部的電視劇集是《法網狙擊》。
2013年，文偉鴻監製的愛情喜劇《My盛Lady》播出，男主角黃子華憑此劇奪得《萬千星輝頒獎典禮2013》「最佳男主角」獎。
2014年，文偉鴻監製的警匪劇《使徒行者》成為2014年度劇集收視冠軍，在內地點擊率超過20億，深受歡迎，在《萬千星輝頒獎典禮2014》獲得「最佳劇集」獎，成為香港無綫電視史上晉升為電視劇監製後由第二位最快獲得最佳劇集的監製（最快是陳維冠及歐冠英）。女主角佘詩曼更憑此劇奪得新加坡、馬來西亞和香港三地的視后獎項，成為首位大滿貫視后。而劇中由文偉鴻創作的角色覃歡喜（由許紹雄飾演）同時在網絡上爆紅，令許紹雄奪得「最受歡迎電視男角色」獎。有見觀眾對《使徒行者》反應熱烈，無綫電視乘勝追擊，先後開拍電影《使徒行者》（2016）和《使徒行者2之諜影行動》（2019）。文偉鴻首次擔任電影導演，更憑這兩部作品在第36屆及第39屆香港電影金像獎獲提名新晉導演獎。無綫電視其後在2017年和2019年與企鵝影視合拍電視劇第二輯和電視劇第三輯，不過班底有所變動，並改由蘇萬聰擔任監製。
2016年，文偉鴻監製的武打劇集《城寨英雄》播出後大受歡迎，收視理想。此劇在新加坡、馬來西亞及香港三地均獲得「最佳劇集」獎，而男女主角陳展鵬及胡定欣先後奪得新加坡、馬來西亞和香港三地的視帝及視后獎項，完成大滿貫；偶爾間中參與客串演出曾參與亞洲電視劇集或電影圈等等。
2022年，文偉鴻監製的《超能使者》播出後亦引起迴響，並獲得「馬來西亞最喜愛TVB電視劇集」獎，亦令陳展鵬第三度獲得馬來西亞視帝界獎項。

## 特色

### 合作編審／編導
文偉鴻所監製的作品與葉天成、梁恩東、伍立光、李文舜及许瑞平導演等人合作較多。

### 風格
文偉鴻的每一部作品出名动作场面多（首三部作品《法網狙擊》、《My盛Lady》及《性在有情》除外），而拍摄其剧集的演员都不会有「好日子」过，当中會加插一部分的搞笑情節。即使在非喜劇作品例如：警匪劇《使徒行者》以及武打劇《城寨英雄》，甚至在電影版《使徒行者》及《使徒行者2之諜影行動》，亦同樣運用自如。文偉鴻亦曾公開表示從來不拍續集，在TVB監製中屬少數。《奪命提示》為文偉鴻最新風格，除了有大量動作場面，更有大量超慢動作，以及超現實劇情。

### 劇情套路
文偉鴻的作品有不少角色的行動參考英雄漫畫的風格，藉著帶有幾分稚嫩的行為讓觀眾在早段更容易接受和關注他們。劇情通常會在一開始有看似不相干，但其實很關鍵的角色遭暗殺而死，而這必定會牽扯到終極大反派（例如《使徒行者》和《同盟》）。這種定位的大反派角色通常都會在最後幾集才開始出現（但也有例外，是在首幾集就出現，而且是以正派的定位登場，例如《城寨英雄》和《鐵拳英雄》），讓觀眾去猜猜該反派角色是誰。隨著其導演技巧成熟，後期作品故事開始加入更多支線，讓觀眾在以為掌握反派謎底之時，先爆發一些讓他們始料不及的煽情故事。

### 結局
部分劇集（如《使徒行者》、《城寨英雄》、《同盟》、《鐵拳英雄》、《超能使者》、《奪命提示》）的結尾會出現不少生離死別的情節，其中《同盟》更加死去二十三人。其劇集亦大多以悲劇結局為主，與無線電視劇集典型的大團圓結局風格相違背。

## 影視
- 文偉鴻影視作品列表

## 外部連結
- 文偉鴻的Facebook專頁
- 文偉鴻的Instagram帳戶
- 文偉鴻的新浪微博
- 文偉鴻在香港影庫上的簡介
- 文偉鴻在豆瓣上的资料（简体中文）
- 文偉鴻在时光网上的簡介（简体中文）
- 文偉鴻在互联网电影资料库（IMDb）上的資料（英文）
- 【升職】羅永賢、林志華、陳維冠、文偉鴻 升任製作部戲劇分部經理 （页面存档备份，存于）